# Chaguanas
Chaguanas és la ciutat més poblada de la República de Trinitat i Tobago.

## Dades principals
Els 79.381 habitants de Chaguanas, calculats per a 2012, superen els 50.405 de la capital, Port-of-Spain, de la que està a només 18 km al Sud, formant part de la mateixa àrea metropolitana.
Chaguanas va començar a créixer molt ràpidament a la dècada dels 80 del segle XX per la seva situació al costat de la important refineria de sucre Woodford Lodge. El 1990 va ésser reconeguda com a municipalitat independent dintre de l'organització territorial del país.
El nom de la ciutat prové dels indis chaguanes i la seva població s'inicià com a petit mercat a l'època de la conquesta britànica de Trinitat el 1797 en una zona de plantacions de canya de sucre. Ha mantingut aquesta condició de vila comercial i ha atret també el sector financer, sense oblidar una bona iniciativa pel que fa a la indústria, sobretot alimentària.

## Fills il·lustres
El Premi Nobel de Literatura de l'any 2001, V. S. Naipaul és fill de Chaguanas.